# Светско првенство у атлетици у дворани 2018 — скок удаљ за мушкарце
Такмичење у скоку удаљ у мушкој конкуренцији на Светском првенству у атлетици у дворани 2018. одржано је 2. марта у Баркикард арени у Бирмингему (Уједињено Краљевство) са почетком у 19,35 часова.
И овога пута у скоку удаљ, није било квалификација па су сви учесници су учествовати директно у финалу.
Титулу светског првака освојену на Светском првенству 2016. бранио је Маркиз Денди из САД.

## Земље учеснице
Учествовало је 15 атлетичара из 10 земаља.
1. Бермуди (1)
2. Грчка  (1)
3. Јамајка (1)
4. Јужноафричка Република (3)
5. Кина (2)
6. Куба (2)
7. САД (3)
8. Уругвај (1)
9. Чешка (1)
10. Шпанија (1)

## Систем такмичења
Ново систем такмичења се примењујњ од 2016. Нема квалификација, па сви такмичари учествују у финалу, где ће свако од њих имати по три скока. Четврти и пети скок обезбедиће осам најбољих, док ће прилику за шести скок имати само четворица првопласираних после пете серије скокова.

## Освајачи медаља
| Освајачи медаља      |                        |              |  |  |  |  |
|                      |                        |              |  |  |  |  |
|                      |                        |              |  |  |  |  |
|                      |                        |              |  |  |  |  |
| Хуан Мигел Ечеверија | Луво Мањонга           | Маркиз Денди |  |  |  |  |
| Куба                 | Јужноафричка Република | САД          |  |  |  |  |

## Рекорди
Стање на 1. март 2018.
| Рекорди пре почетка Светског првенства 2018.     | Рекорди пре почетка Светског првенства 2018. | Рекорди пре почетка Светског првенства 2018. | Рекорди пре почетка Светског првенства 2018. | Рекорди пре почетка Светског првенства 2018. | Рекорди пре почетка Светског првенства 2018. |
| ------------------------------------------------ | -------------------------------------------- | -------------------------------------------- | -------------------------------------------- | -------------------------------------------- | -------------------------------------------- |
| Светски рекорд                                   | 8,79                                         | Карл Луис, Сједињене Државе                  | Њујорк, САД                                  | 27. јануар 1984.                             |                                              |
| Рекорд светских првенстава                       | 8,62                                         | Иван Педросо Куба                            | Маебаши, Јапан                               | 7. март 1999.                                |                                              |
| Најбољи светски резултат сезоне у дворани        | 8,40                                         | Луво Мањонга, ЈАР                            | Мец, Француска                               | 11. фебруар 2018.                            |                                              |
| Европски рекорд                                  | 8,71                                         | Себастијан Бајер Немачка                     | Торино, Италија                              | 8. март 2009.                                |                                              |
| Северноамерички рекорд                           | 8,79                                         | Карл Луис, Сједињене Државе                  | Њујорк, САД                                  | 27. јануар 1984.                             |                                              |
| Јужноамерички рекорд                             | 8,42                                         | Ирвинг Саладино, Панама                      | Paiania, Грчка                               | 13. фебруар 2008.                            |                                              |
| Афрички рекорд                                   | 8,40                                         | Луво Мањонга, ЈАР                            | Мец, Француска                               | 11. фебруар 2018.                            |                                              |
| Азијски рекорд                                   | 8,27                                         | Су Сјонгфенг, Кина                           | Нанкинг, Кина                                | 11. март 2010.                               |                                              |
| Океанијски рекорд                                | 8,25                                         | Фабрис Лапјер, Аустралија                    | Портланд, САД                                | 20. март 2016.                               |                                              |
| Рекорди после завршеног Светског првенства 2018. |                                              |                                              |                                              |                                              |                                              |
| Најбољи светски резултат сезоне у дворани        | 8,46                                         | Хуан Мигел Ечеверија, Куба                   | Бирмингем, Уједињено Краљевство              | 2. март 2018.                                |                                              |
| Афрички рекорд                                   | 8,44                                         | Луво Мањонга, ЈАР                            | Бирмингем, Уједињено Краљевство              | 2. март 2018.                                |                                              |

### Најбољи резултати у 2018. години
Десет најбољих скакача удаљ у мушкопј конкуренцији у дворани пре почетка такмичења (19. марта 2016), имали су следећи пласман.
| 1.  | Луво Мањонга                     | Јужноафричка Република | 8,40 | 11. фебруар |
| 2.  | Џарион Лосон                     | Сједињене Државе       | 8,38 | 17. фебруар |
| 3.  | Хуан Мигел Ечеверија             | Куба                   | 8,25 | 7. фебруар  |
| 4.  | Александар Мењков                | Неутрални атлетичари   | 8,23 | 14. фебруар |
| 5.  | Маркиз Денди                     | Сједињене Државе       | 8,22 | 17. фебруар |
| 6.  | Мајлк Харфилд                    | Сједињене Државе       | 8,18 | 17. фебруар |
| 7.  | Јухао Ши                         | Кина                   | 8,16 | 3. фебруар  |
| 8.  | Џарвис Гоч                       | Сједињене Државе       | 8,14 | 17. фебруар |
| 9.  | Zach Bazile                      | Сједињене Државе       | 8,13 | 11. фебруар |
| 10. | Пауло Сержио дос Сантос Оливеира | Бразил                 | 8,12 | 17. фебруар |

Такмичари чија су имена подебљана учествују на СП 2018.

## Квалификациона норма
| дворана | отворено |
| 8,19    |          |

## Сатница
| Датум         | Време | Ниво   |
| ------------- | ----- | ------ |
| 2. март 2018. | 19.35 | Финале |

## Резултати

### Финале
Сви финалисти извели су по 3 скока, 8 најбољих још два скока а најбоља 4 још и 6 скок.,,
| Место | Атлетичарка          | Земља                  | ЛР    | ЛРС  | 1.   | 2.   | 3.   | 4.   | 5.   | 6.   | Резултат | Белешка |
| ----- | -------------------- | ---------------------- | ----- | ---- | ---- | ---- | ---- | ---- | ---- | ---- | -------- | ------- |
|       | Хуан Мигел Ечеверија | Куба                   | 8,34  | 8,34 | 8,19 | 8,28 | х    | 8,36 | 8,46 | 7,86 | 8,46     | СРС     |
|       | Луво Мањонга         | Јужноафричка Република | 8,40  | 8,40 | х    | х    | 8,33 | 8,44 | х    | х    | 8,44     | АРд     |
|       | Маркиз Денди         | САД                    | 8,41  | 8,22 | 7,92 | 8,02 | х    | 7,86 | 8,42 | 8,18 | 8,42     | ЛР      |
| 4.    | Џарион Лосон         | САД                    | 8,39  | 8,38 | 7,92 | 7,86 | 8,02 | 8,01 | 8,14 |      | 8,14     |         |
| 5.    | Јухао Ши             | Кина                   | 8,16  | 8,16 | х    | 7,88 | 8,01 | 7,57 | 8,12 |      | 8,12     |         |
| 6.    | Рушвал Самаи         | Јужноафричка Република | 8,18  |      | 7,95 | 8,02 | 8,05 | 7,89 | 7,92 |      | 8,05     | ЛРС     |
| 7.    | Радек Јушка          | Чешка                  | 8,10  | 7,99 | 7,99 | 7,67 | 7,47 | х    | х    |      | 7,99     | =ЛРС    |
| 8.    | Еусебио Касерес      | Шпанија                | 8,16  | 7,97 | 7,91 | х    | х    | -    | х    |      | 7,91     |         |
| 9.    | Милтијадис Тентоглу  | Грчка                  | 7,95  | 7,95 | х    | х    | 7,82 |      |      |      | 7,82     |         |
| 10.   | Хуанг Чангџоу        | Кина                   | 8,21  | 7,31 | 7,31 | 7,75 | 7,35 |      |      |      | 7,75     |         |
| 11.   | Тајрон Смит          | Бермуди                | 7,83  | 7,77 | 7,75 | х    | х    |      |      |      | 7,75     |         |
| 12.   | Емилијано Ласа       | Уругвај                | 7,94  | 7,66 | 7,72 | 4,96 | х    |      |      |      | 7,72     | ЛРС     |
| 13.   | Мајкел Масо          | Куба                   | 8,33о |      | 7,71 | -    | Р    |      |      |      | 7,71     | ЛРС     |
| 14.   | Годфри Хотсо Мокоена | Јужноафричка Република | 8,18  |      | 7,53 | х    | х    |      |      |      | 7,53     | ЛРС     |
| 15.   | Дамар Форбс          | Јамајка                | 8,21  | 8,07 | х    | 7,18 | 7,21 |      |      |      | 7,21     |         |

Подебљани лични рекорди су и национални рекорди земље коју такмичар представља